# Keeranur (Dindigul)
Keeranur è una suddivisione dell'India, classificata come town panchayat, di 6.296 abitanti, situata nel distretto di Dindigul, nello stato federato del Tamil Nadu. In base al numero di abitanti la città rientra nella classe V (da 5.000 a 9.999 persone).

## Geografia fisica
La città è situata a 10° 36' 52 N e 77° 30' 06 E.

## Società

### Evoluzione demografica
Al censimento del 2001 la popolazione di Keeranur assommava a 6.296 persone, delle quali 3.058 maschi e 3.238 femmine. I bambini di età inferiore o uguale ai sei anni assommavano a 737, dei quali 406 maschi e 331 femmine. Infine, coloro che erano in grado di saper almeno leggere e scrivere erano 3.569, dei quali 1.940 maschi e 1.629 femmine.